# Józef Parmeński
Józef I Burbon-Parmeński, wł. Giuseppe I, Duca di Parma e Piacenza (ur. 20 czerwca 1875, zm. 7 lutego 1950) – tytularny książę Parmy i Piacenzy w latach 1939–1950.
Henryk urodził się jako trzeci syn (ale drugi, który dożył wieku dorosłego) Roberta I, ostatniego księcia Parmy, i jego pierwszej żony Marii Pii Burbon, księżniczki Obojga Sycylii, córki króla Ferdynanda II. Oboje jego rodzice byli ze sobą spokrewnieni. Józef podobnie jak jego starszy brat Henryk, był opóźniony umysłowo. Po śmierci Roberta I w 1907, młodszy brat Henryka i Józefa Eliasz został ogłoszony opiekunem rodzeństwa i głową rodziny Burbonów-Parmeńskich. Eliasz był więc regentem podczas tytularnych rządów Henryka I i następnie Józefa I.
Nigdy się nie ożenił i nie miał potomków.

## Przodkowie
| Prapradziadkowie                   | kr. Etrurii Ludwik (1773–1803) ∞1795 Maria Ludwika Burbon (1782–1824)                  | kr. Sardynii Wiktor Emanuel I (1759–1824) ∞1789 Maria Teresa Habsburg-Este (1773–1832) | kr. Francji Karol X (1757–1836) ∞1773 Maria Teresa Sabaudzka (1756–1805)               | kr. Obojga Sycylii Franciszek I (1771–1830) ∞1797 Maria Klementyna Habsburg-Lotaryńska (1771–1801) | kr. Obojga Sycylii Ferdynand I (1751–1825) ∞1768 Maria Karolina Habsburg-Lotaryńska (1752–1814) | kr. Hiszpanii Karol IV (1748–1819) ∞1765 Maria Ludwika Burbon-Parmeńska (1751–1819)             | aks. Austrii Leopold II (1747–1792) ∞1765 Maria Ludwika Burbon (1745–1792)                      | Fryderyk Wilhelm Nassau-Weilburg (1768–1816) ∞1788 Ludwika Izabela Kirchberg (1772–1727)        |
| Pradziadkowie                      | kr. Etrurii Karol II (1799–1883) ∞1820 Maria Teresa Sabaudzka (1803–1879)              | kr. Etrurii Karol II (1799–1883) ∞1820 Maria Teresa Sabaudzka (1803–1879)              | Karol Ferdynand d'Artois (1778–1820) ∞1816 Karolina Burbon-Sycylijska (1798–1870)      | Karol Ferdynand d'Artois (1778–1820) ∞1816 Karolina Burbon-Sycylijska (1798–1870)                  | kr. Obojga Sycylii Franciszek I (1771–1830) ∞1802 Maria Izabela Burbon (1789–1848)              | kr. Obojga Sycylii Franciszek I (1771–1830) ∞1802 Maria Izabela Burbon (1789–1848)              | Karol Ludwik Habsburg-Lotaryński (1771–1847) ∞1768 Henrietta z Nassau-Weilburga (1797–1829)     | Karol Ludwik Habsburg-Lotaryński (1771–1847) ∞1768 Henrietta z Nassau-Weilburga (1797–1829)     |
| Dziadkowie                         | ks. Parmy i Piacenzy, Karol III (1823–1854) ∞1845 Ludwika d'Artois (1819–1864)         | ks. Parmy i Piacenzy, Karol III (1823–1854) ∞1845 Ludwika d'Artois (1819–1864)         | ks. Parmy i Piacenzy, Karol III (1823–1854) ∞1845 Ludwika d'Artois (1819–1864)         | ks. Parmy i Piacenzy, Karol III (1823–1854) ∞1845 Ludwika d'Artois (1819–1864)                     | kr. Obojga Sycylii, Ferdynand II (1810–1859) ∞1837 Maria Teresa Habsburg-Lotaryńska (1816–1867) | kr. Obojga Sycylii, Ferdynand II (1810–1859) ∞1837 Maria Teresa Habsburg-Lotaryńska (1816–1867) | kr. Obojga Sycylii, Ferdynand II (1810–1859) ∞1837 Maria Teresa Habsburg-Lotaryńska (1816–1867) | kr. Obojga Sycylii, Ferdynand II (1810–1859) ∞1837 Maria Teresa Habsburg-Lotaryńska (1816–1867) |
| Rodzice                            | ks. Parmy i Piacenzy, Robert (1848–1907) ∞1869 Maria Pia Burbon-Sycylijska (1849–1882) | ks. Parmy i Piacenzy, Robert (1848–1907) ∞1869 Maria Pia Burbon-Sycylijska (1849–1882) | ks. Parmy i Piacenzy, Robert (1848–1907) ∞1869 Maria Pia Burbon-Sycylijska (1849–1882) | ks. Parmy i Piacenzy, Robert (1848–1907) ∞1869 Maria Pia Burbon-Sycylijska (1849–1882)             | ks. Parmy i Piacenzy, Robert (1848–1907) ∞1869 Maria Pia Burbon-Sycylijska (1849–1882)          | ks. Parmy i Piacenzy, Robert (1848–1907) ∞1869 Maria Pia Burbon-Sycylijska (1849–1882)          | ks. Parmy i Piacenzy, Robert (1848–1907) ∞1869 Maria Pia Burbon-Sycylijska (1849–1882)          | ks. Parmy i Piacenzy, Robert (1848–1907) ∞1869 Maria Pia Burbon-Sycylijska (1849–1882)          |
| Józef Burbon-Parmeński (1875–1950) |                                                                                        |                                                                                        |                                                                                        | |                                                                                                 |                                                                                                 |                                                                                                 |                                                                                                 |